# 144e brigade d'infanterie (Ukraine)
La 144e brigade d'infanterie (en ukrainien : 144-та окрема піхотна бригада (144-ta okrema pichotna bryhada), unité militaire A4828) est une unité d'infanterie légère des forces terrestres ukrainiennes subordonnée au commandement opérationnel « Sud » .

## Histoire
La brigade est créée le 22 février 2023 dans le cadre de l'élargissement de la Réserve de l'armée ukrainienne, regroupant des bataillons de fusiliers recrutés dans différentes régions d'Ukraine sous la responsabilité du commandement opérationnel « Sud »,. En janvier 2024, les personnels de la brigade sont formés au sauvetage et à l'évacuation des blessés.
En juin 2024, la brigade est utilisée pour la première fois au front, étant déployée dans le secteur de Pokrovs'k.

## Structure
- Commandement de brigade [5]
- 410e bataillon de fusiliers (unité militaire A4828)
- 467e bataillon de fusiliers (unité militaire A4978)
- 469e bataillon de fusiliers (unité militaire A4982) [6]
- 470e bataillon de fusiliers (unité militaire A4984) [7]
- 472e bataillon de fusiliers ( unité militaire A4989) [8]

## Symboles
Les armoiries de la brigade représentent une croix dorée sur fond bleu, éléments héraldiques historiques de la Podolie orientale, où l'unité est basée. Au centre se trouvent deux mousquets croisés, indiquant la spécificité de la brigade en tant qu'unité d'infanterie.

## Remarques
1. ↑  (en) « Ukraine forms additional reserve forces », 21 giugno 2023
2. ↑  (ru) Alexey Sukonkin, « СПРАВОЧНО: механизированные войска Украины » [« RIFERIMENTO: truppe meccanizzate dell'Ucraina »],‎ 11 luglio 2023
3. ↑  Оперативне командування "Південь"/Operational Command “South”, « Головна задача - зберегти життя! » [« Il compito principale è salvare la vita! »], sur Facebook,‎ 24 gennaio 2024
4. ↑  (uk) « Світла пам'ять Герою - нашому земляку Олегу Нагайчуку » [« Ricordo luminoso dell'Eroe: il nostro connazionale Oleg Nagaichuk »],‎ 25 giugno 2024
5. ↑  « 144th Infantry Brigade »
6. ↑  « 469th Rifle Battalion »
7. ↑  « 470th Rifle Battalion »
8. ↑  « 472nd Rifle Battalion »
9. ↑  (uk) Збройні Сили України / The Armed Forces of Ukraine, « Представляємо нове відео з циклу розповідей про символіку нарукавних знаків та почесні історичні назви підрозділів. » [« Presentiamo un nuovo video da una serie di storie sul simbolismo dei bracciali e sui nomi storici onorevoli delle unità. »], sur Facebook,‎ 23 agosto 2024